# تيموثي إل. أوبراين
تيموثي إل. أوبراين (بالإنجليزية: Timothy L. O'Brien)‏ هو صحفي أمريكي، ولد في 1961.

## وصلات خارجية
- الموقع الرسمي